# Ministerstwo Gospodarki (Polska)
Ministerstwo Gospodarki – polski zniesiony urząd administracji rządowej obsługujący ministra właściwego do spraw działu administracji rządowej gospodarka. Ministerstwo istniało w latach 1999–2003 oraz w latach 2005–2015. W latach 2015–2018 zadania obsługi działu gospodarka wykonywało Ministerstwo Rozwoju, a od 2018 r. Ministerstwo Przedsiębiorczości i Technologii.
Ministerstwo zostało utworzone rozporządzeniem Rady Ministrów z dnia 3 listopada 1999 r. (wchodzącym w życie dzień później z mocą obowiązującą 10 listopada 1999r.). Zniesione zostało rozporządzeniem Rady Ministrów z 7 stycznia 2003 r., komórki organizacyjne włączono w nowe Ministerstwo Gospodarki, Pracy i Polityki Społecznej.
Ponownie Ministerstwo zostało utworzone rozporządzeniem Rady Ministrów z dnia 31 października 2005 r. (wchodzącym w życie tego samego dnia). Zniesione zostało rozporządzeniem Rady Ministrów z dnia 7 grudnia 2015 r., komórki organizacyjne włączono w nowe Ministerstwo Rozwoju.

## Zakres działania ministra
Minister Gospodarki kierował następującymi działami administracji rządowej:
- od 3 grudnia 1999 r. do 21 czerwca 2000 r.[5]
  - gospodarka
  - gospodarka przestrzenna i mieszkaniowa
  - rozwój regionalny
- od 21 czerwca 2000 r. do 23 lipca 2001 r.[6]
  - gospodarka
  - turystyka
- od 23 lipca 2001 r. do 19 października 2001 r.[7]
  - gospodarka
  - turystyka
  - łączność
- od 19 października 2001 r. do 8 stycznia 2003 r.[8][9]
  - gospodarka
  - rozwój regionalny
  - turystyka
- od 31 października 2005 r. do 23 lipca 2007 r.[10][11]
  - gospodarka
  - turystyka
- od 23 lipca 2007 r. do 16 listopada 2015 r.[12][13][14]
  - gospodarka

## Dział gospodarka
Dział gospodarka obejmował sprawy w chwili zniesienia urzędu:
- kształtowania warunków podejmowania i wykonywania działalności gospodarczej
- podejmowania działań sprzyjających wzrostowi konkurencyjności oraz innowacyjności gospodarki polskiej
- formułowania założeń współpracy gospodarczej z zagranicą
- współpracy z organizacjami międzynarodowymi o charakterze gospodarczym oraz prowadzenia działań w zakresie kształtowania i realizacji zasad wymiany handlowej Unii Europejskiej z krajami trzecimi, w tym w szczególności w ramach wspólnej polityki handlowej Unii Europejskiej
- promocji gospodarki, w tym wspierania rozwoju eksportu i inwestycji polskich za granicą oraz wspierania napływu bezpośrednich inwestycji zagranicznych
- nadzoru nad świadczeniem usług związanych z podpisem elektronicznym w rozumieniu przepisów o podpisie elektronicznym
- funkcjonowania krajowych systemów energetycznych, z uwzględnieniem zasad racjonalnej gospodarki i potrzeb bezpieczeństwa energetycznego kraju
- działalności związanej z wykorzystaniem energii atomowej na potrzeby społeczno-gospodarcze kraju
- kontroli obrotu z zagranicą towarami, technologiami i usługami o znaczeniu strategicznym dla bezpieczeństwa państwa, a także dla utrzymania międzynarodowego pokoju i bezpieczeństwa w związku z porozumieniami i zobowiązaniami międzynarodowymi
- wprowadzania środków administrowania obrotem z zagranicą towarami i usługami, a także sprawy przywozu i wywozu technologii

## Kierownictwo (na dzień zniesienia ministerstwa)
- Ilona Antoniszyn-Klik (PSL) – podsekretarz stanu od 24 listopada 2011 do 19 listopada 2015[16]
- Mariusz Haładyj – podsekretarz stanu od 1 lutego 2012
- Elwira Gross-Gołacka – dyrektor generalny od 1 czerwca 2012

## Struktura organizacyjna
W skład ministerstwa wchodził Gabinet Polityczny Ministra oraz następujące komórki organizacyjne:
- Departament Bezpieczeństwa Gospodarczego
- Departament Budżetu i Finansów
- Departament Doskonalenia Regulacji Gospodarczych
- Departament Energetyki
- Departament Energii Jądrowej
- Departament Energii Odnawialnej
- Departament Funduszy Europejskich
- Departament Gospodarki Elektronicznej
- Departament Górnictwa
- Departament Handlu i Usług
- Departament Innowacji i Przemysłu
- Departament Instrumentów Wsparcia
- Departament Jednostek Nadzorowanych i Podległych
- Departament Komunikacji Społecznej
- Departament Polityki Handlowej
- Departament Prawny
- Departament Programów Offsetowych
- Departament Promocji i Współpracy Dwustronnej
- Departament Ropy i Gazu
- Departament Spraw Europejskich
- Departament Strategii i Analiz
- Departament Wdrażania Programów Operacyjnych
- Biuro Administracyjne
- Biuro Audytu Wewnętrznego, Ewaluacji i Kontroli
- Biuro Dyrektora Generalnego
- Biuro Informatyki
- Biuro Ochrony i Informacji Niejawnych
- Sekretariat Ministra

Organy nadzorowane przez ministra:
- Prezes Głównego Urzędu Miar
- Urząd Patentowy Rzeczypospolitej Polskiej

Organy podlegające ministrowi:
- Urząd Dozoru Technicznego
- Agencja Rezerw Materiałowych
- Polska Agencja Rozwoju Przedsiębiorczości

Jednostki organizacyjne podlegające ministrowi:
- Agencja Rezerw Materiałowych
- Polska Agencja Rozwoju Przedsiębiorczości
- Urząd Dozoru Technicznego
- wydziały promocji handlu i inwestycji ambasad i konsulatów Rzeczypospolitej Polskiej oraz wydziały/zespoły w stałych przedstawicielstwach Rzeczypospolitej Polskiej przy organizacjach międzynarodowych za granicą

Jednostki organizacyjne nadzorowane przez ministra
- Centralne Laboratorium Ochrony Radiologicznej w Warszawie
- Centralny Ośrodek Badawczo-Rozwojowy Maszyn Włókienniczych „POLMATEX-CENARO” w Łodzi
- COBRO – Instytut Badawczy Opakowań w Warszawie
- Główny Instytut Górnictwa w Katowicach
- Instytut Badań Rynku, Konsumpcji i Koniunktur w Warszawie
- Instytut Biopolimerów i Włókien Chemicznych w Łodzi
- Instytut Biotechnologii i Antybiotyków w Warszawie
- Instytut Ceramiki i Materiałów Budowlanych w Warszawie
- Instytut Chemicznej Przeróbki Węgla w Zabrzu
- Instytut Chemii i Techniki Jądrowej w Warszawie
- Instytut Chemii Przemysłowej imienia Profesora Ignacego Mościckiego w Warszawie
- Instytut Ciężkiej Syntezy Organicznej „Blachownia” w Kędzierzynie-Koźlu
- Instytut Elektrotechniki w Warszawie
- Instytut Energetyki w Warszawie
- Instytut Farmaceutyczny w Warszawie
- Instytut Fizyki Plazmy i Laserowej Mikrosyntezy im. Sylwestra Kaliskiego w Warszawie
- Instytut Inżynierii Materiałów Polimerowych i Barwników w Toruniu
- Instytut Logistyki i Magazynowania w Poznaniu
- Instytut Lotnictwa w Warszawie
- Instytut Maszyn Matematycznych w Warszawie
- Instytut Mechaniki Precyzyjnej w Warszawie
- Instytut Mechanizacji Budownictwa i Górnictwa Skalnego w Warszawie
- Instytut Metali Nieżelaznych w Gliwicach
- Instytut Metalurgii Żelaza im. Stanisława Staszica w Gliwicach
- Instytut Nafty i Gazu – Państwowy Instytut Badawczy w Krakowie
- Instytut Napędów i Maszyn Elektrycznych KOMEL w Katowicach
- Instytut Nowych Syntez Chemicznych w Puławach
- Instytut Obróbki Plastycznej w Poznaniu
- Instytut Odlewnictwa w Krakowie
- Instytut Optyki Stosowanej imienia prof. Maksymiliana Pluty w Warszawie
- Instytut Organizacji i Zarządzania w Przemyśle „Orgmasz” w Warszawie
- Instytut Pojazdów Szynowych „TABOR” w Poznaniu
- Instytut Przemysłu Organicznego w Warszawie
- Instytut Przemysłu Skórzanego w Łodzi
- Instytut Spawalnictwa w Gliwicach
- Instytut Technik Innowacyjnych EMAG w Katowicach
- Instytut Techniki Górniczej KOMAG w Gliwicach
- Instytut Techniki i Aparatury Medycznej ITAM w Zabrzu
- Instytut Technologii Drewna w Poznaniu
- Instytut Technologii Eksploatacji – Państwowy Instytut Badawczy w Radomiu
- Instytut Technologii Elektronowej w Warszawie
- Instytut Technologii Materiałów Elektronicznych w Warszawie;
- Instytut Tele- i Radiotechniczny w Warszawie;
- Instytut Włókiennictwa w Łodzi;
- Instytut Zaawansowanych Technologii Wytwarzania w Krakowie
- Narodowe Centrum Badań Jądrowych w Otwocku-Świerku
- Ośrodek Badawczo-Rozwojowy Budowy Urządzeń Chemicznych „Cebea” w Krakowie
- Ośrodek Badawczo-Rozwojowy Dźwignic i Urządzeń Transportowych DETRANS w Bytomiu (w upadłości)
- Ośrodek Badawczo-Rozwojowy Maszyn Przędzalnictwa Wełny „Belmatex” w Bielsku-Białej (w upadłości)
- „Poltegor-Instytut” Instytut Górnictwa Odkrywkowego we Wrocławiu
- Przemysłowy Instytut Automatyki i Pomiarów w Warszawie
- Przemysłowy Instytut Maszyn Rolniczych w Poznaniu
- Przemysłowy Instytut Motoryzacji w Warszawie
- Polskie Centrum Akredytacji
- Zakład Unieszkodliwiania Odpadów Promieniotwórczych w Otwocku-Świerku

## III Rzeczpospolita(1997–2003, 2005–2015)

### Ministrowie Gospodarki Rzeczypospolitej Polskiej

Godło Polski

| Lp. | Zdjęcie                     | Imię i nazwisko (partia polityczna)  | Objęcie urzędu | Złożenie urzędu | Długość urzędowania | Rząd                           |
| --- | --------------------------- | ------------------------------------ | -------------- | --------------- | ------------------- | ------------------------------ |
| 1.  |                             | Wiesław Kaczmarek (SdRP) (ur. 1958)  | 1 I 1997       | 31 X 1997       | 303 dni             | rząd Włodzimierza Cimoszewicza |
| 2.  |                             | Janusz Steinhoff (PPChD) (ur. 1946)  | 31 X 1997      | 19 X 2001       | 1449 dni            | rząd Jerzego Buzka             |
| 3.  |                             | Jacek Piechota (SLD) (ur. 1959)      | 19 X 2001      | 7 I 2003        | 445 dni             | rząd Leszka Millera            |
| 4.  |                             | Piotr Woźniak (ur. 1956)             | 31 X 2005      | 7 IX 2007       | 676 dni             | rząd Kazimierza Marcinkiewicza |
| 4.  | rząd Jarosława Kaczyńskiego | Piotr Woźniak (ur. 1956)             | 31 X 2005      | 7 IX 2007       | 676 dni             |                                |
| 4.  | 11 IX 2007                  | Piotr Woźniak (ur. 1956)             | 16 XI 2007     | 66 dni          |                     |                                |
| 5.  |                             | Waldemar Pawlak (PSL) (ur. 1959)     | 16 XI 2007     | 27 XI 2012      | 1838 dni            | pierwszy rząd Donalda Tuska    |
| 5.  | drugi rząd Donalda Tuska    | Waldemar Pawlak (PSL) (ur. 1959)     | 16 XI 2007     | 27 XI 2012      | 1838 dni            |                                |
| 6.  |                             | Janusz Piechociński (PSL) (ur. 1960) | 6 XII 2012     | 16 XI 2015      | 1075 dni            |                                |
| 6.  | rząd Ewy Kopacz             | Janusz Piechociński (PSL) (ur. 1960) | 6 XII 2012     | 16 XI 2015      | 1075 dni            |                                |